# Sven Almgren (ämbetsman)
Sven Gustaf Almgren, född den 4 september 1887 i Uppsala, död den 25 september 1954 i Stocksund, var en svensk ämbetsman.
Almgren avlade kansliexamen vid Uppsala universitet 1909. Han blev extra tjänsteman i Generalpoststyrelsen 1911, inspektör i Kontrollstyrelsen 1918, sekreterare där 1919, tillförordnad byråchef 1925, ordinarie 1935, samt 1945 överdirektör och chef. Almgren blev verkställande direktör och styrelseledamot i Stockholmssystemet 1951. Han var 1925 ledamot av allmänna lönenämnden, tillhörde 1929 års sockersakkunniga och 1942 års omsättningssakkunniga samt flera utredningar om alkohollagstiftningen med mera. Åren 1921–1945 var Almgren sekreterare hos Stockholms stads hantverksförening och blev därefter föreningens hedersledamot. Han blev riddare av Nordstjärneorden 1931 och kommendör av andra klassen av samma orden 1949. Almgren vilar i sin familjegrav på Uppsala gamla kyrkogård.